# Mycodrosophila albicornis
Mycodrosophila albicornis är en tvåvingeart som först beskrevs av Meijere 1916.  Mycodrosophila albicornis ingår i släktet Mycodrosophila och familjen daggflugor. Inga underarter finns listade i Catalogue of Life.